# Gemeniemhat

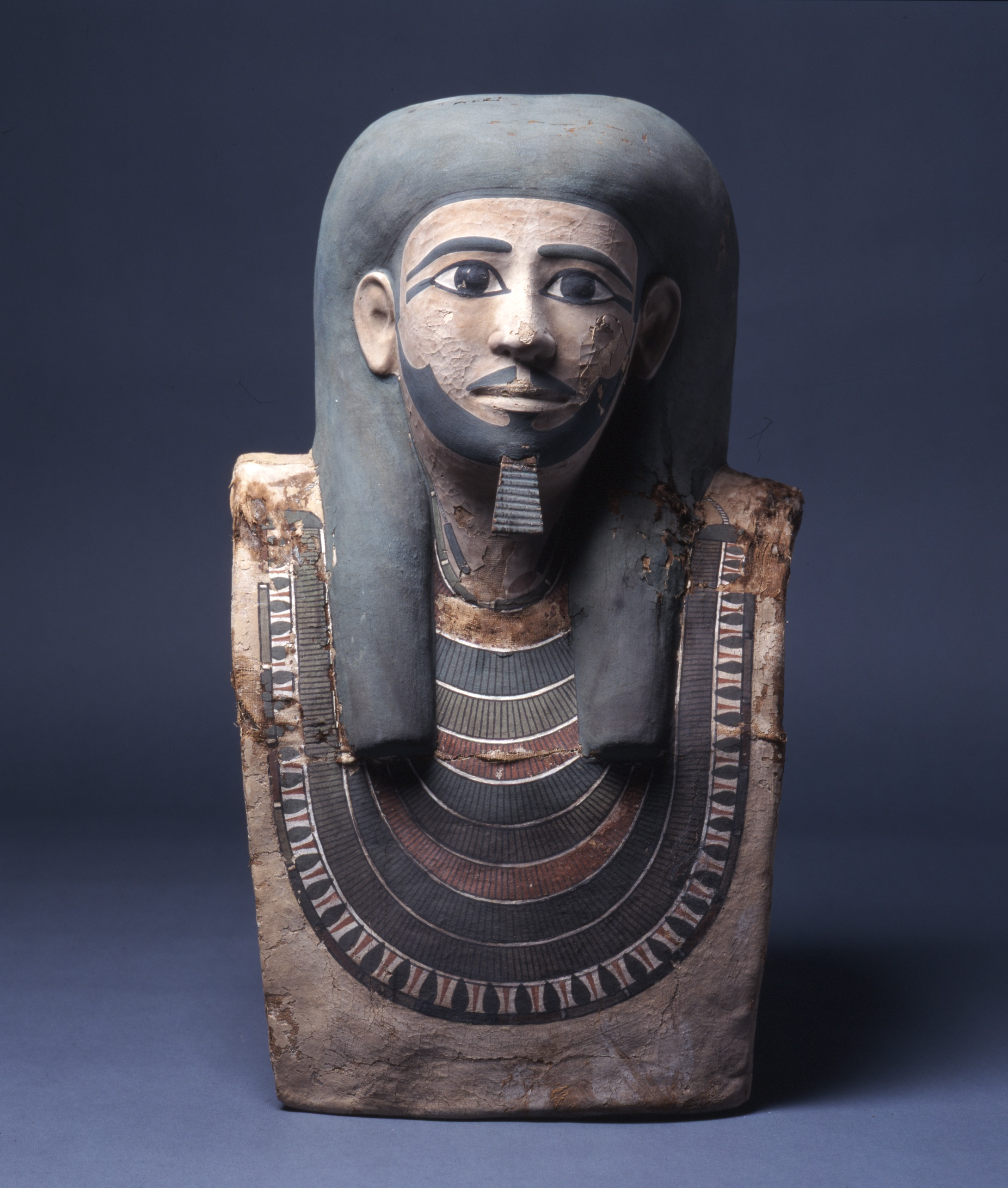
Gemeniemhat halotti maszkja (ÆIN 1625), Ny Carlsberg Glyptotek

Gemeniemhat (más néven Gemeni) ókori egyiptomi hivatalnok volt, akinek jó állapotban megmaradt temetkezési kellékeit Szakkarában találták meg. Gemeniemhat az első átmeneti korban vagy a középbirodalom elején élt. Sírját Cecil Mallaby Firth fedezte fel 1921-ben, mikor a Teti-piramis körül ásatott. Gemeniemhat sírja akna mélyén helyezkedett el; a hivatalnokot két, díszített koporsóba temették, fejét halotti maszk fedte. A koporsók mellett több fa modellt találtak, melyek ételkészítést ábrázolnak, emellett két női áldozatvivő szobra és Gemeniemhat kisméretű fa szobra is előkerült. Ezek ma a koppenhágai Ny Carlsberg Glyptotek gyűjteményében találhatóak, bár a két koporsó közül csak a belsőt sikerült megmenteni. A földfelszínen kis vályogtégla masztaba épült, álajtóval. Gemeniemhat itt számos címet visel, többek közt királyi pecsétőrként, háznagyként és magtárfelügyelőként említik, emellett Merikaré király piramisának papja volt.

## Fordítás
- Ez a szócikk részben vagy egészben  a   Gemniemhat című angol Wikipédia-szócikk ezen változatának fordításán alapul.  Az eredeti cikk szerkesztőit annak laptörténete sorolja fel. Ez a jelzés csupán a megfogalmazás eredetét és a szerzői jogokat jelzi, nem szolgál a cikkben szereplő információk forrásmegjelöléseként.